# 錢包

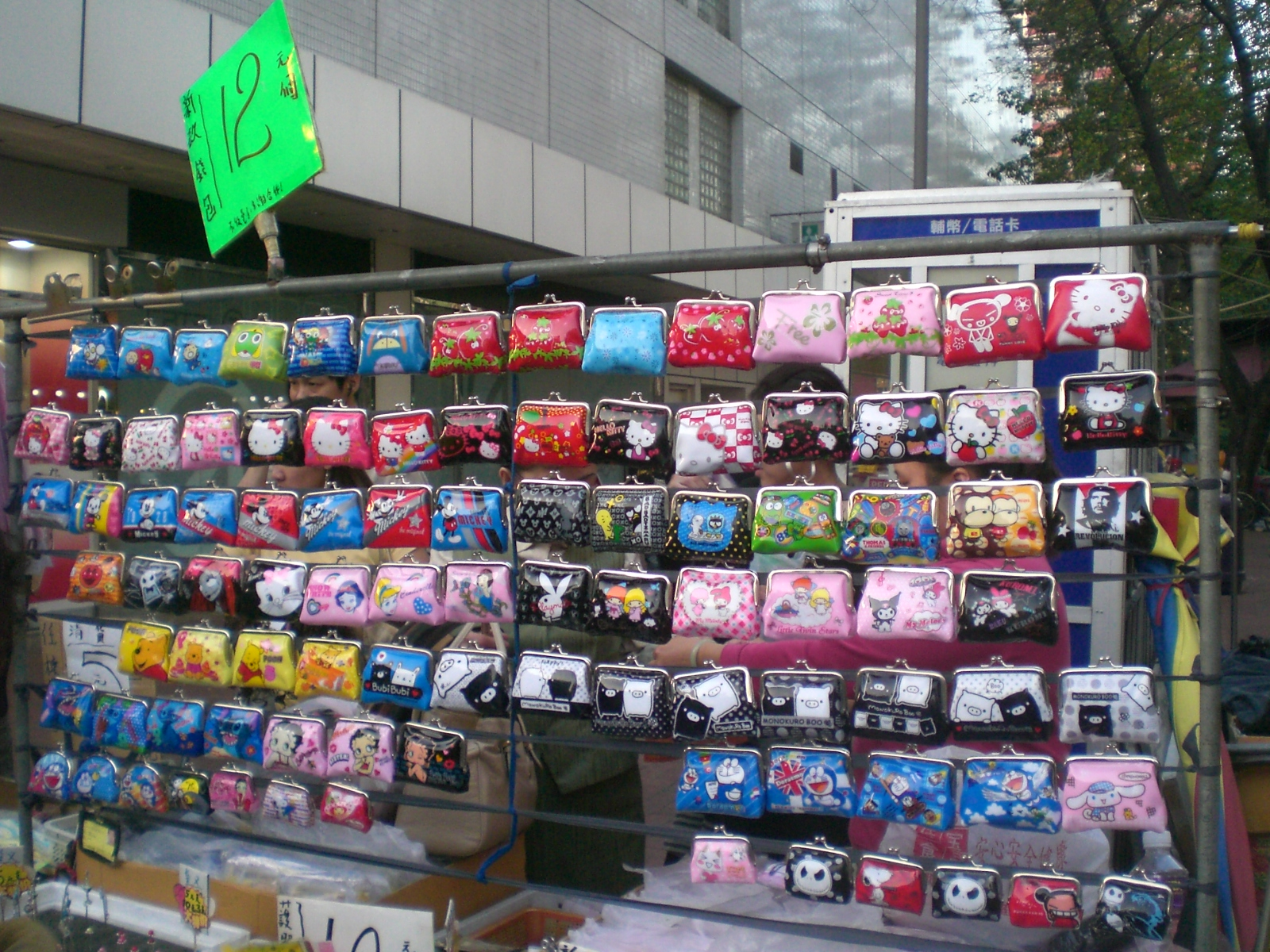
女裝錢包

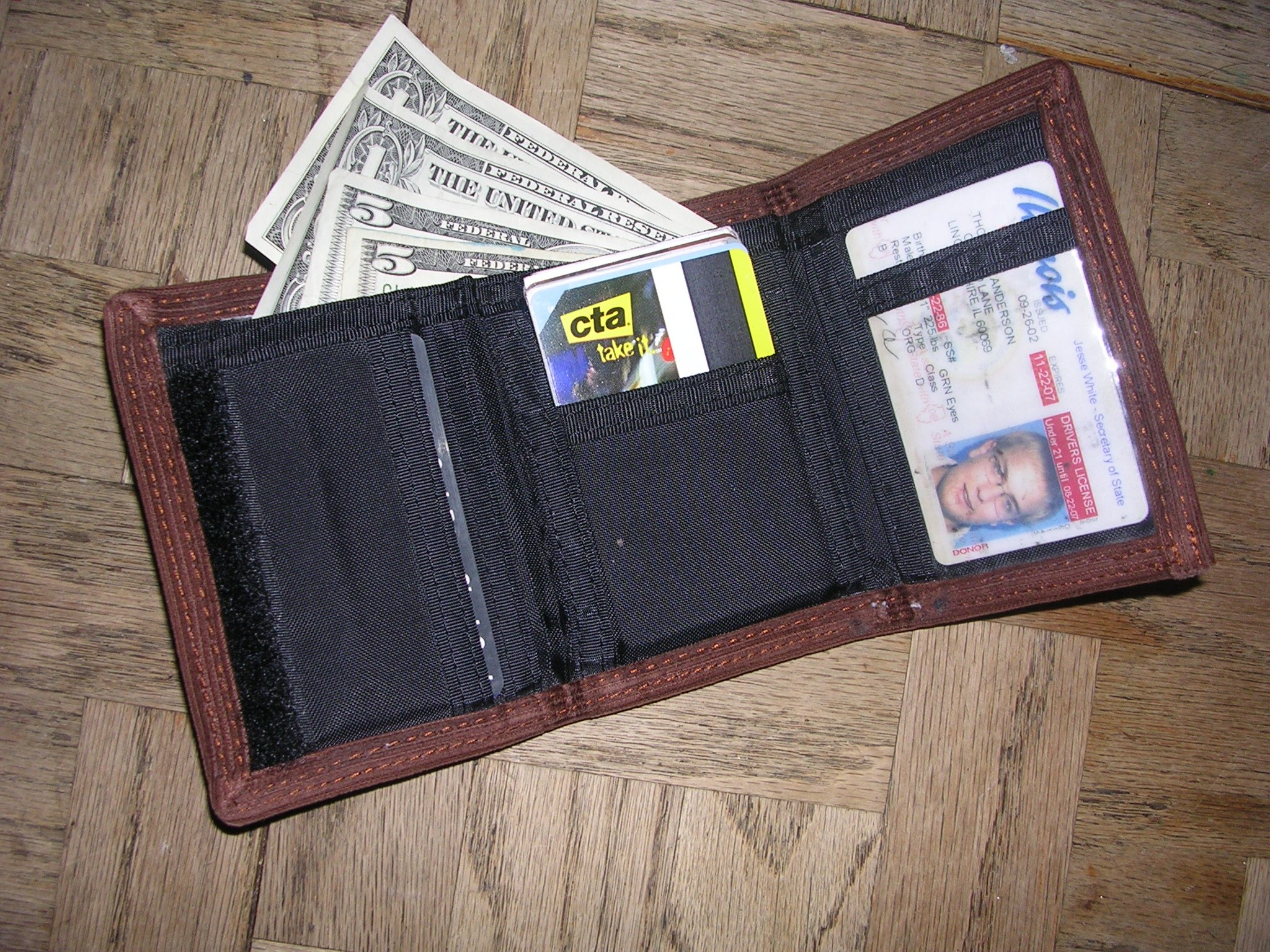
一般錢包

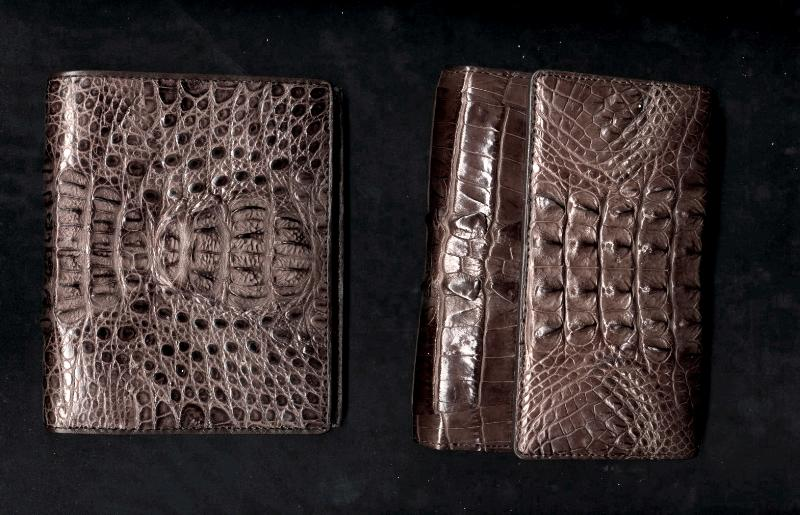
真鱷魚皮錢包

錢包，粵語稱銀包、荷包，可用于存放金錢、银行卡、證件等物品。有布、塑膠、皮革等多種材質。自古以来都是身份的象征，因此，有許多知名廠商生盛高級的皮革錢包。價格均相當高昂。